# 페텐주

페텐 주의 위치

페텐주(스페인어: Departamento de Petén)는 과테말라 최북단에 위치한 주로 주도는 플로레스이며 면적은 35,854km2, 인구는 366,735명(2002년 기준)이다.
동쪽으로는 벨리즈, 북쪽과 서쪽으로는 멕시코와 국경을 접하며 남쪽으로는 알타베라파스 주, 이사발 주와 접한다. 12개 지방 자치체를 관할한다.

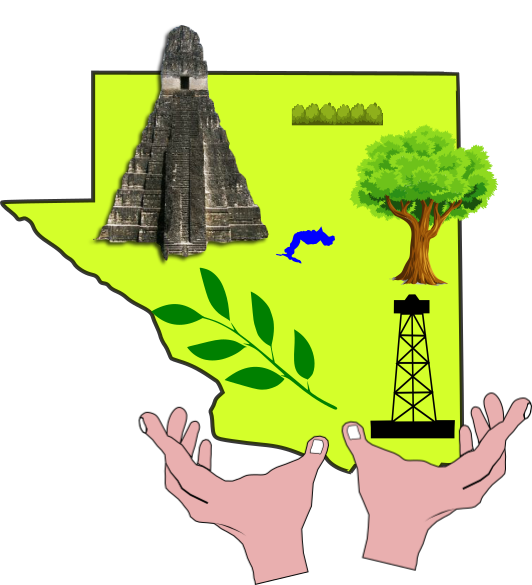
주 문장